# Forever Since Breakfast
Forever Since Breakfast è il primo mini-LP del gruppo musicale statunitense Guided by Voices, pubblicato negli USA nel 1986 dalla I Wanna.

## Storia
A differenza del suono lo-fi che avrebbe caratterizzato le successive produzioni, questo album di esordio del gruppo venne registrato in uno studio professionale e successivamente Robert Pollard, autore di tutti i brani, lo riterrà una sua opera minore; si sentono le influenze del college rock e dei coevi R.E.M.. Il titolo si riferisce alla risposta che diede Charles Manson durante un'intervista nella quale gli era stata chiesta l'età.
Il disco venne ripubblicato nel 2003 in formato CD come parte del boxset Hardcore UFOs e, in vinile, nel 2005 dalla Fading Captain Series, etichetta dello stesso Pollard.

## Tracce
Testi e musiche di Robert Pollard.
1. Land of Danger – 3:09
2. Let's Ride – 3:26
3. Like I Do – 2:42
4. Sometimes I Cry – 3:03
5. She Wants to Know – 3:15
6. Fountain of Youth – 3:59
7. The Other Place – 3:34

## Formazione
- Robert Pollard – voce e chitarra
- Paul Comstock – chitarra, pianoforte
- Mitch Mitchell – basso
- Peyton Eric – batteria
- Mitch Swan – chitarra nella traccia B3